# Klaus Ebner

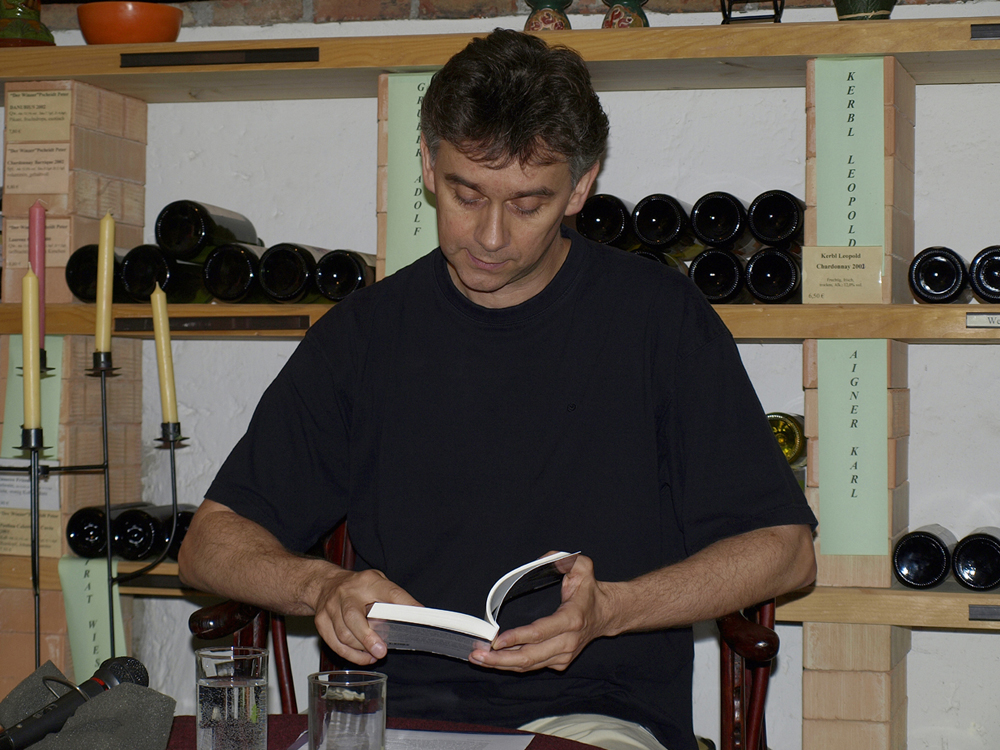
Klaus Ebner (2008)

Klaus Ebner (* 6. srpna 1964, Vídeň, Rakousko) je rakouský spisovatel a překladatel. Od roku 1980 publikoval články a knihy o software. Prózu a poezii začal psát ve škole. Literární časopisy a antologie vydaly jeho první básně a povídky. Jeho první sbírka povídek byla publikována v roce 2007.Píše prózu a eseje v německém jazyce, poezii v němčině a v katalánštině. Žije a pracuje ve Vídni. Je členem Sdružení rakouských spisovatelů.

## Ceny za literaturu
- 2008 Arbeitsstipendium, Rakousko
- 2007 Wiener Werkstattpreis 2007, (Vídeň)
- 2007 Reisestipendium für Literatur, Rakousko
- 2007 »Menzione« Premio Internazionale di Poesia Nosside, (Reggio Calabria)
- 2005 Feldkircher Lyrikpreis (4.)
- 2004 La Catalana de Lletres 2004, (Barcelona)
- 1988 Erster Österreichischer Jugendpreis za román Nils
- 1984 Hörspielpreis časopisa TEXTE (3.)
- 1982 Erster Österreichischer Jugendpreis za novelu Das Brandmal

## Dílo
- Vermells; poezie, SetzeVents Editorial, Urús 2009, ISBN 978-84-92555-10-9
- Hominide; povídka, FZA Verlag, Vídeň 2008, ISBN 978-3-9502299-7-4
- Auf der Kippe; próza, Arovell Verlag, Gosau 2008, ISBN 978-3-902547-67-5
- Lose; povídky, Edition Nove, Neckenmarkt 2007, ISBN 978-3-85251-197-9

## Antologie
- Die Stadt und das Meer; essej, v: Reisenotizen, FAZ Verlag, Vídeň 2007, ISBN 978-3-9502299-4-3
- Routiniert; povídka, ve: Sexlibris, Schreiblust Verlag, Dortmund 2007, ISBN 978-3-9808278-1-2
- Weinprobe; povídka, v: Das Mädchen aus dem Wald, Lerato-Verlag, Oschersleben (SRN) 2006, ISBN 3-938882-14-X
- Das Begräbnis; povídka, v: Kaleidoskop, Edition Atelier, Vídeň 2005, ISBN 3-902498-01-3
- Abflug; povídka, v: Gedanken-Brücken, Edition Doppelpunkt, Vídeň 2000, ISBN 3-85273-102-X
- Island; lyrika, v: Vom Wort zum Buch, Edition Doppelpunkt, Vídeň 1997, ISBN 3-85273-056-2
- Heimfahrt; povídka, v: Ohnmacht Kind, Boesskraut & Bernardi, Vídeň 1994, ISBN 3-7004-0660-6
- Träume; krátká próza, v: Junge Literatur aus Österreich 85/86, Österreichischer Bundesverlag, Vídeň 1986, ISBN 3-215-06096-5

## Publikace v katalánštině
- El perquè de tot plegat; lyrika, v: La Catalana de Lletres 2004, Cossetània Edicions, Barcelona 2005, ISBN 84-9791-098-2
- Capvespre venecià Archivováno 4. 2. 2022 na Wayback Machine.; lyrika, v: Jo Escric.com